# اندیس چاه گورازگون
چاه گورازگون یک اندیس غیرفلزی است که در حوالی شهر ده بید استان فارس قرار دارد و مادهٔ معدنی موجود در آن، خاک صنعتی است.